# Bosconerogruppe
Die Bosconerogruppe – heimische Sprache zoldanisch Bòsc Nègre, italienisch Gruppo del Bosconero / deutsch etwa Schwarzer Wald – ist eine Gebirgsgruppe der Dolomiten.
Sie liegt südlich von Cortina und ist am einfachsten über den Passo Cibiana erreichbar. Im Osten führt das Piavetal vorbei und im Südwesten und Westen liegt das Val di Zoldo mit dem Hauptort Forno di Zoldo.
Der Dolomiten-Höhenweg Nr. 3 durchquert das Gebirgsmassiv.

## Gipfel
Der höchste Gipfel ist der Sasso di Bosconero (2468 m s.l.m.). Weitere Gipfel:
- Sassolungo di Cibiana, 2413 m s.l.m.
- Torre Campestrin, 2241 m s.l.m.
- Sfornioi, 2425 m s.l.m.
- Sasso di Toanella, 2430 m s.l.m.
- Rocchetta Alta di Bosconero, 2412 m s.l.m.

## Hütten
In der Bosconerogruppe gibt es mit dem Rifugio Casera di Bosconero nur eine Schutzhütte und zwei Biwakschachteln, Casera Campestrin und O. Tovanella.